# Гаммон (Оклахома)
Гаммон (англ. Hammon) — місто (англ. town) в США, в округах Роджер-Міллс і Кастер штату Оклахома. Населення — 479 осіб (2020).

## Географія
Гаммон розташований за координатами 35°37′56″ пн. ш. 99°23′0″ зх. д. / 35.63222° пн. ш. 99.38333° зх. д. (35.632322, -99.383241).  За даними Бюро перепису населення США в 2010 році місто мало площу 1,88 км², уся площа — суходіл.

### Клімат
| Клімат : Гаммон       | Клімат : Гаммон | Клімат : Гаммон | Клімат : Гаммон | Клімат : Гаммон | Клімат : Гаммон | Клімат : Гаммон | Клімат : Гаммон | Клімат : Гаммон | Клімат : Гаммон | Клімат : Гаммон | Клімат : Гаммон | Клімат : Гаммон | Клімат : Гаммон |
| Показник              | Січ.            | Лют.            | Бер.            | Квіт.           | Трав.           | Черв.           | Лип.            | Серп.           | Вер.            | Жовт.           | Лист.           | Груд.           | Рік             |
| Середній максимум, °C | 8,9             | 11,7            | 16,7            | 21,7            | 25,6            | 31,7            | 35,0            | 33,9            | 30,0            | 22,8            | 15,6            | 10,0            | 22,0            |
| Середній мінімум, °C  | −5              | −2,2            | 0,0             | 5,6             | 11,7            | 16,7            | 20,0            | 18,9            | 13,9            | 6,7             | 0,0             | −3,3            | 6,9             |
| Норма опадів, мм      | 20              | 25              | 43              | 64              | 107             | 91              | 53              | 66              | 76              | 58              | 41              | 25              | 663             |
| --------------------- | --------------- | --------------- | --------------- | --------------- | --------------- | --------------- | --------------- | --------------- | --------------- | --------------- | --------------- | --------------- | --------------- |
| Джерело: weather.com  |                 |                 |                 |                 |                 |                 |                 |                 |                 |                 |                 |                 |                 |

## Демографія
Згідно з переписом 2010 року, у місті мешкало 568 осіб у 181 домогосподарстві у складі 139 родин. Густота населення становила 303 особи/км².  Було 223 помешкання (119/км²).
Расовий склад населення:
| - 55,8 % — білих - 35,0 % — корінних американців - 1,2 % — чорних або афроамериканців - 0,4 % — азіатів - 2,5 % — осіб інших рас |

До двох чи більше рас належало 5,1 %. Частка іспаномовних становила 7,6 % від усіх жителів.
За віковим діапазоном населення розподілялося таким чином: 27,1 % — особи молодші 18 років, 64,6 % — особи у віці 18—64 років, 8,3 % — особи у віці 65 років та старші. Медіана віку мешканця становила 32,5 року. На 100 осіб жіночої статі у місті припадало 93,9 чоловіків;  на 100 жінок у віці від 18 років та старших — 90,8 чоловіків також старших 18 років.
Середній дохід на одне домашнє господарство  становив 48 982 долари США (медіана — 34 250), а середній дохід на одну сім'ю — 45 941 долар (медіана — 42 083). За межею бідності перебувало 31,3 % осіб, у тому числі 39,1 % дітей у віці до 18 років та 19,0 % осіб у віці 65 років та старших.
Цивільне працевлаштоване населення становило 182 особи. Основні галузі зайнятості: сільське господарство, лісництво, риболовля — 33,0 %, освіта, охорона здоров'я та соціальна допомога — 19,8 %, публічна адміністрація — 12,1 %, роздрібна торгівля — 9,3 %.